# Silene gertraudiae
Silene gertraudiae är en nejlikväxtart som beskrevs av Melzh. Silene gertraudiae ingår i släktet glimmar, och familjen nejlikväxter. Inga underarter finns listade i Catalogue of Life.